# Ancistrocarphus
Ancistrocarphus je rod glavočika sa dvije američke vrste iz jugozapada SAD-a i sjeverozapadnog Meksika.
Obje vrste su jednogodišnje raslinje, od kojih je meksička vrsta Ancistrocarphus keilii, rijetka i ugrožena.

## Vrste
1. Ancistrocarphus filagineus A.Gray
2. Ancistrocarphus keilii Morefield

## Sinonimi
- Stylocline sect.Ancistrocarphus (A.Gray) A.Gray